# Вінницягаз
АТ «Вінницяга́з» — акціонерне товариство зі штаб-квартирою в місті Вінниця, яке займається розподіленням, транспортуванням та постачанням газу у Вінницькій області.

## Історія
У 1955 році створено виробничо-експлуатаційну контору «Вінницягаз». У 1994 році Указом Президента України підприємство перетворено на ВАТ «Вінницягаз». У 1998 році «Вінницягаз» включено до складу Національної акціонерної компанії «Нафтогаз України». 
У 2010 році підприємство перетворено на ПАТ «Вінницягаз».
До липня 2023 року «Вінницягаз» належала ПрАТ «Газтек», фактичним власником підприємства був Дмитро Фірташ.
З 18 липня 2023 року АТ «Вінницягаз» увійшло до групи компаній «Нафтогаз України».

## Структура
- Вінницька філія (м. Вінниця та Вінницький район);
- Барська філія;
- Бершадська філія;
- Гайсинська філія;
- Жмеринська філія;
- Іллінецька філія;
- Калинівська філія;
- Козятинська філія;
- Липовецька філія;
- Літинська філія;
- Могилів-Подільська філія;
- Немирівська філія;
- Оратівська філія;
- Погребищенська філія;
- Теплицька філія;
- Тиврівська філія;
- Томашпільська філія;
- Тростянецька філія;
- Тульчинська філія;
- Хмільницька філія;
- Шаргородська філія[6].